# Железничка станица Нови Сад
Железничка станица Нови Сад је главна железничка станица у Новом Саду. Налази се на магистралној прузи број 105 (Београд Центар) — Стара Пазова — Нови Сад — Суботица — државна граница — (Келебија). На станици постоје четири пролазна, два локална колосека и пет колосека за возове на чекању. За пријем и отпрему путника користе се четири пролазна (1, 2, 3 и 4. колосек) и два слепа колосека (12. и 13. колосек).
Станица се налази у саобраћајном средишту града, на самом почетку Булевара ослобођења, који чини саобраћајну „кичму“ града у правцу север—југ и преко Моста слободе води ка сремској страни града. У правцу исток—запад пружа се Булевар Јаше Томића, који преко Кисачке и Руменачке улице води до источних, северних и западних делова града. На свега 50 метара од самих перона налази се велики станични плато на којем је окретница линија градског и приградског превоза превоза, долазни перони међународне аутобуске станице Нови Сад (МАС), а нешто даље и одлазни перони МАС.

## Стара железничка станица
Првобитна зграда Железничке станице Нови Сад налазила се на месту данашње Лиманске пијаце и изграђена је 1882. године, а следеће године, 5. марта 1883, у Нови Сад стиже први воз — из правца Суботице. Пруга ка Земуну пуштена је у саобраћај 10. децембра 1883. 
Од 1901. за превоз путника са железничке станице до центра града коришћен је омнибус (трамвај са коњском запрегом). Електрични трамвај је уведен 1911, а 1958. се у граду укида трамвајски саобраћај и уводи аутобуски превоз. Зграда старе железничке станице је срушена, а данас је преостала једино некадашња пошта, која и даље ради.

## Данашња железничка станица
Због ширења Новог Сада према Дунаву, пруга се измешта ка северу, а стара станица се укида. Изградња данашње зграде железничке станице завршена је 1964, а свечано је отворена 31. маја 1964. када је у станицу пристигао путнички воз на релацији Београд—Нови Сад. Грађена је у стилу модерне по пројекту архитекте инжењера Имреа Фаркаша и инжењера Милана Матовића, а грађевинске радове је извело грађевинско предузеће Неимар из Новог Сада. Здање је карактеристично по тестерастом крову који представља кровове типичних панонских кућа. У функционалном смислу састоји се из четири дела: део за управљање саобраћајем, репрезентативни хол са чекаоницама, ресторан и сегмент за истовар и преглед возова.
Због вишедеценијског неулагања, зграда се налази у прилично лошем стању. Најављено је да би станица могла бити санирана у склопу ремонта и доградње другог колосека пруге Стара Пазова — Суботица до краја 2022. године.
Након завршетка реновирања, у марту 2022. председници Србије Александар Вучић и мађарске Виктор Орбан дочекали су свечано воз Соко који је тад први пут стигао до Новог Сада. Том приликом Вучић је изјавио "Ја не могу да вам опишем колико сам поносан. Обновили смо после 60 година ову станицу." Поновна реконструкција рађена је током 2023. и 2024. године и поново свечано отворена 5. јула 2024. године. Нови станични вестибил, са галеријом, шалтерима, чекаоницом и другим пратећим просторијама отворен је за путнике и кориснике услуга, у присуству министра грађевинарства, саобраћаја и инфраструктуре Горана Весића, председнице Покрајинске владе Маје Гојковић, генералне директорке Инфраструктуре железнице Србије Јелене Танасковић, новосадског градоначелника Милана Ђурића и других гостију.

### Урушавање надстрешнице
Дана 1. новембра 2024, у 11.52 ч, 35 метара дугачка бетонска надстрешница изнад главног улаза се урушила. Испод надстрешнице су се налазиле клупе, на којима се налазило више људи. Страдало је 16 особа, укључујући и троје деце, а једна особа је теже повређена.  Две младе особе су тешко повређене и у животној опасности. Девет жртава је идентификовано до краја дана. До следећег јутра, 13 жртава је идентификовано, а до краја 2. новембра, сви су идентификовани. Међу жртвама је  15 грађана Србије и један Северне Македоније.
Пре пада надстрешнице у згради су се постављале шипке и наизглед припремали нови радови. Очевици су рекли да је надстрешница нагло пала и да је звук био налик експлозији.
Убрзо након несреће на терен су изашла кола хитне помоћи, ватрогасци и полиција. У акцији спасавања учествовало је око 80 ватрогасаца-спасилаца из више градова, уз помоћ тешке механизације отклањали рушевине. Хитна помоћ је тај дан интервенисала 10 пута од 12 сати. Први је збринут мушкарац стар 18 година, са повредама ампутиране ноге. Између 16 и 17 часова истог дана, испод рушевина извучене две женске особе од 23 и 21 годину, без свести, са политрауматским повредама.

## Возови
Са железничке станице Нови Сад према реду вожње за 2017/2018. годину постоје 34 поласка возова у правцу Суботице, Сомбора (преко Богојева и преко Врбаса), Шида, Београда и Зрењанина (преко Орловата). Станица опслужује све путничке возове који пролазе кроз станицу Нови Сад — брзи (B), интер сити (IC) и регио експрес (RE).

### Међународни саобраћај
- Воз Београд: Београд — Нови Сад — Будимпешта (брзи)
- Воз Иво Андрић: Београд — Нови Сад — Будимпешта (брзи)
- Воз Авала: Београд — Нови Сад — Будимпешта — Беч (ИЦ)
- Воз Панонија: Суботица — Нови Сад — Београд Центар — Бар (брзи, саобраћа само у летњој сезони)

### Унутрашњи саобраћај
- Суботица — Нови Сад — Београд центар/Нови Београд (брзи)
- Суботица — Нови Сад — Београд центар (регио експрес)
- Нови Сад — Земун/Нови Београд/Београд центар (регио експрес)
- Нови Сад — Суботица (регио експрес)
- Нови Сад — Врбас — Сомбор (регио експрес)
- Нови Сад — Богојево — Сомбор (брзи)
- Нови Сад — Богојево — Сомбор (регио експрес)
- Нови Сад — Инђија — Сремска Митровица/Шид (регио експрес)
- Нови Сад — Римски шанчеви — Орловат стајалиште — Зрењанин (регио експрес)

## Галерија
- Железничка станица 1968.
- Моторна кола Ганц
испред станице
(1937. г.)
- Ентеријер
станичне зграде
(август 2024)